# Place d'Armes (Metz)
Pour les articles homonymes, voir place d’Armes.
La place d’Armes est une place pavée rectangulaire à Metz.

## Situation et accès

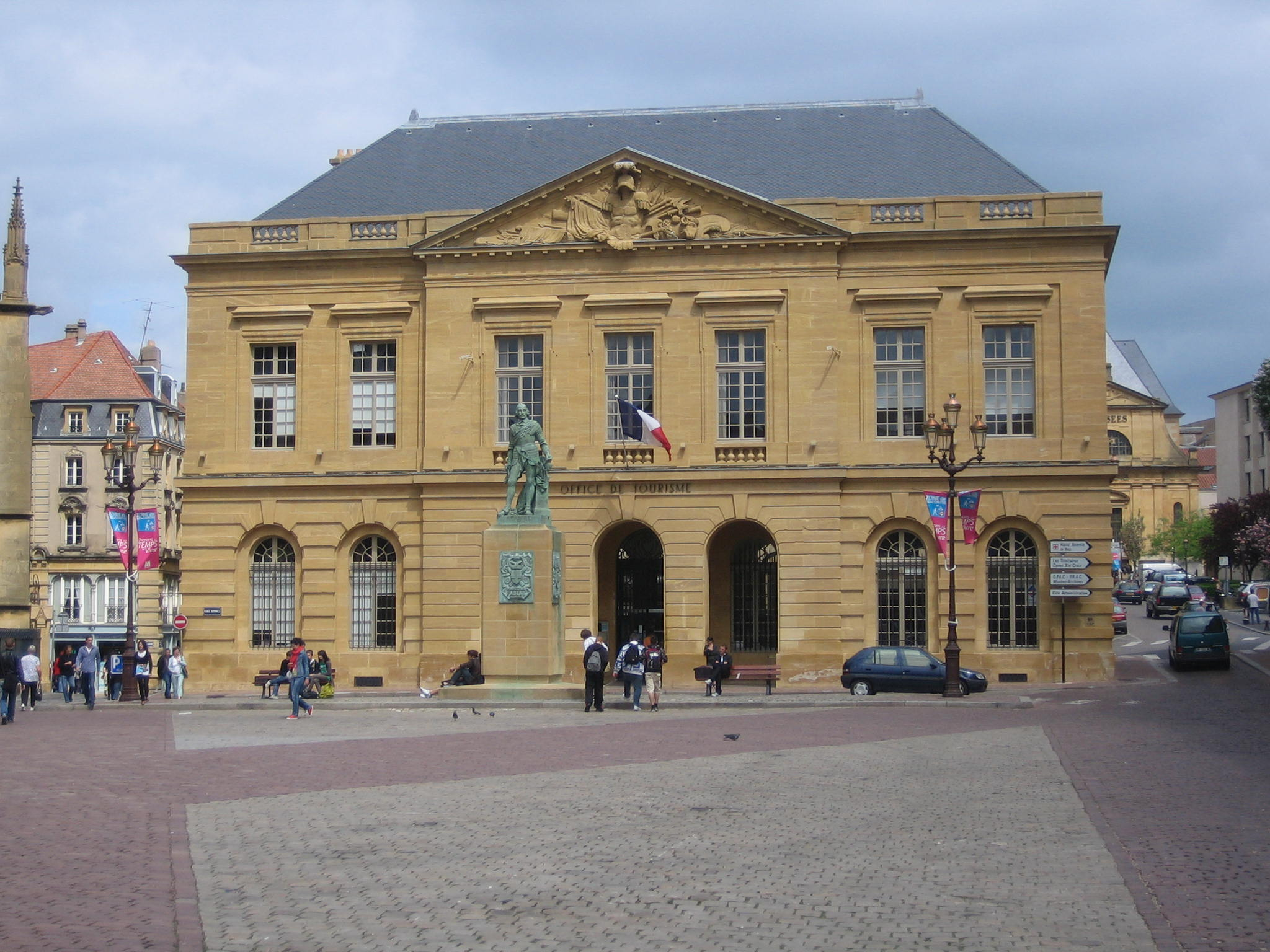
Place d'Armes de Metz, vue sur l'ancien corps de garde.

Cette place est située entre la cathédrale Saint-Étienne et l’hôtel de Ville. Elle constitue la pièce majeure d’un aménagement urbain caractéristique du XVIIIe siècle souhaité par le maréchal Belle-Isle et son successeur le maréchal d’Estrées, conçue par Jacques-François Blondel. La place est aujourd’hui le théâtre d’événements festifs et de rassemblements de population symboliques au cœur-même de la ville.

## Origine du nom
Située généralement au centre d'une fortification, une place d'armes est le lieu de rassemblement d'une petite troupe et un espace central accueillant les cérémonies importantes de la vie militaire.

## Historique

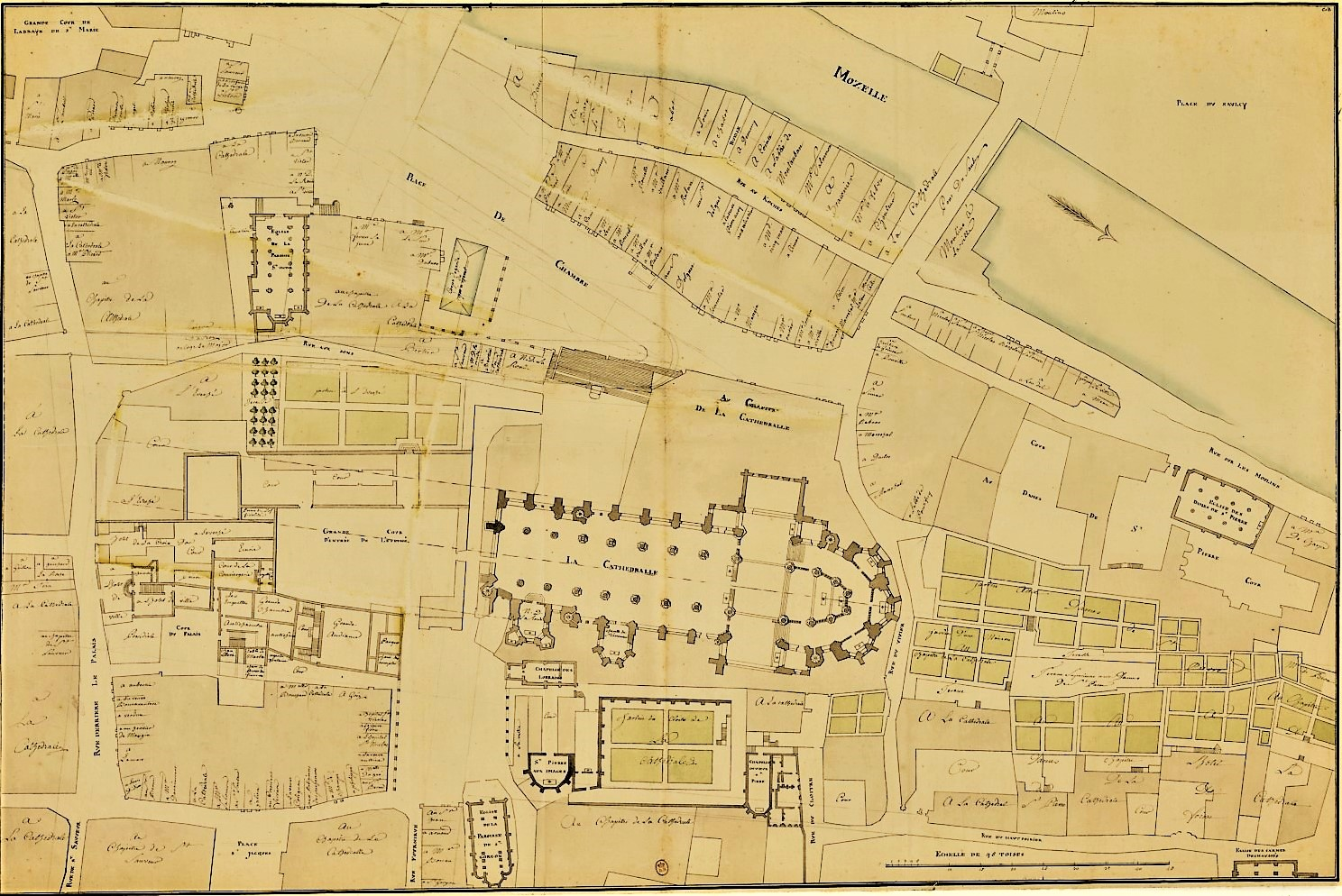
Plan des alentours de la cathédrale au XVIIe siècle
Collection Gaignières (BnF)

La cathédrale gothique, église des évêques, a représenté historiquement le centre spirituel et religieux de la ville qui fut longtemps gouvernée par ses évêques, jusqu’à ce que la bourgeoisie ne la supplante en 1179 en instaurant une république oligarchique. À partir de 1552 par le traité de Chambord, le roi de France impose sa suprématie sur la cité par l’intermédiaire d’un gouverneur militaire qu’il installe sur place.
Au Moyen Âge, un cloître et de nombreuses églises s’élevaient à l’emplacement actuel de la place d’Armes : Saint-Gorgon et son cimetière, Saint-Pierre-le-Vieux, Saint-Paul, la chapelle des Lorrains et Saint-Pierre-aux-Images. Devant la façade de la cathédrale se dressaient le Palais de l’Évêché, séparés par une cour. Il n’existait donc qu’une petite place devant le portail de la Vierge.

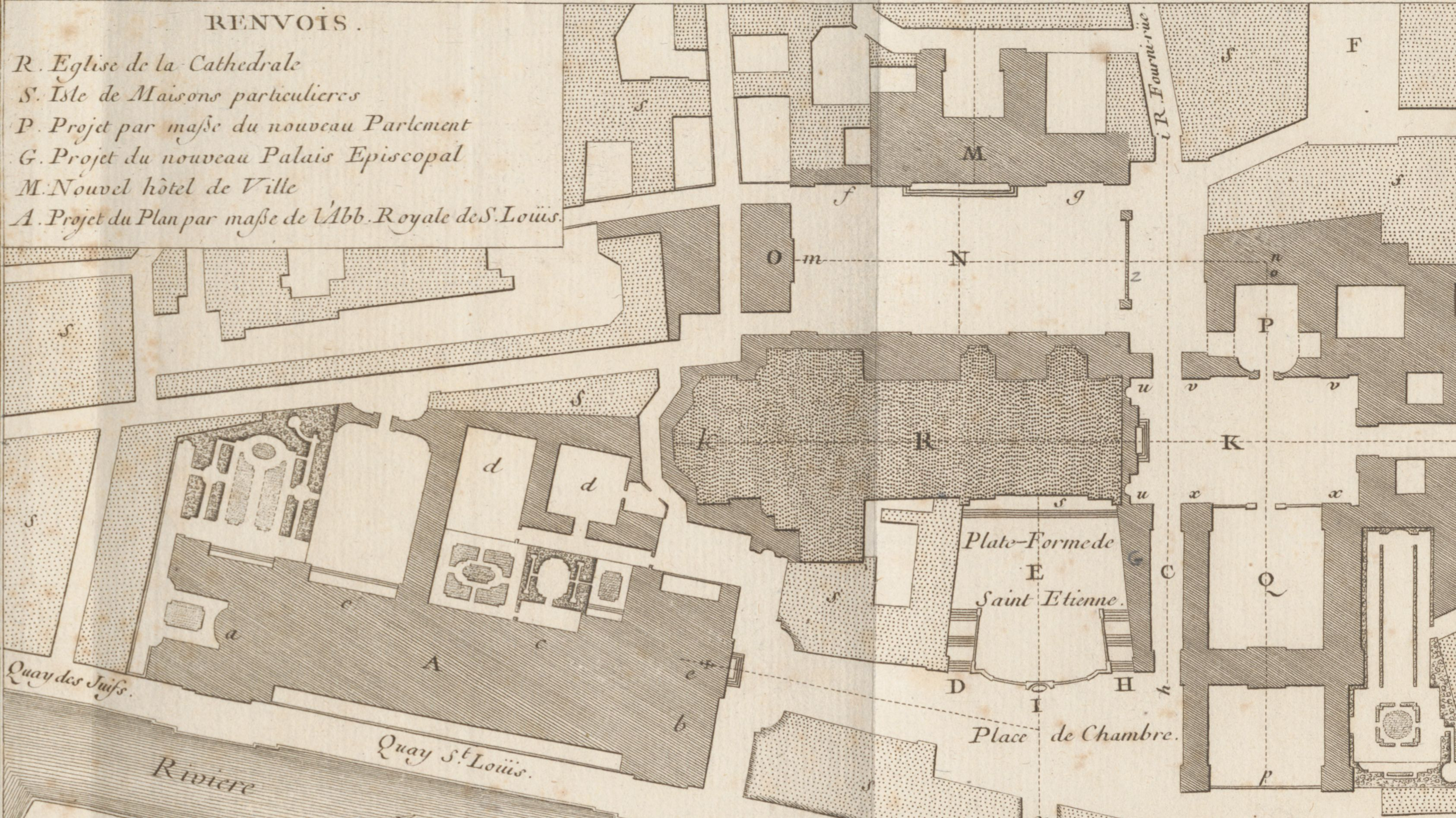
Plan par masse des nouveaux bâtiments et des nouvelles communications faites à Metz depuis 1764
Jacques-François Blondel
Cours d'architecture, tome 4, planche L.

L’aménagement de la place d’Armes est commencée en 1754 par ordre du gouverneur Belle-Isle. Louis XV avait demandé la création d’une place autour de laquelle seraient rassemblés tous les pouvoirs. La place dite de la Grande Église est agrandie en détruisant les églises et le cloître situés sur le flanc gauche de la cathédrale. Le palais des Treize face à la cathédrale est détruit vers 1765. Le nouvel hôtel de Ville est terminé en 1788.
En 1792 lors de la Révolution, la place est dénommée place de la Loi. Elle devient la place Napoléon en 1806, dénomination qu’elle a dû plusieurs fois quitter ou reprendre, à la suite d’évènements politiques. Elle est désignée le plus souvent par le peuple comme place de l’Hôtel-de-Ville ; nom confirmé par un arrêté municipal du 1er juillet 1816.
La place prend le nom de Paradeplatz pendant l’Annexion à la suite du traité de Francfort.
Durant la seconde annexion allemande, des défilés militaires, ou para-militaires des jeunesses hitlériennes, sont régulièrement organisés sur la Paradeplatz. Le 21 septembre 1940 notamment, le Gauleiter Bürckel y passe en revue ses troupes, sous les fenêtres de l'hôtel de Ville de Metz, pavoisé de drapeaux à croix gammée.
La Libération verra des cérémonies plus heureuses, comme celle qui fit citoyen d’honneur de la ville, le général Walker.

## Bâtiments remarquables et lieux de mémoire
La place est ainsi investie d’un rôle représentatif de la ville et de l’exercice des pouvoirs. Sur l’un de ses grands côtés, à l’est, l’hôtel de Ville dévolu aux autorités municipales est le plus long bâtiment créé par le plan de Blondel. Il fait pendant à la façade de la cathédrale gothique laquelle avait originellement été flanquée d’une galerie basse à arcades, occupée par des officines, assurant l’unité esthétique de la place.
Au sud, derrière la façade régulière était prévue l’installation du parlement, émanation de la justice du roi. Ce sont finalement des habitations et des commerces sous la galerie, qui y prirent place, du fait de la suppression du parlement par la Révolution. Un sort similaire toucha le palais de l’évêché resté inachevé sur la place attenante intégrée à l’ensemble architectural, qui allait être converti en marché couvert.
Sur le petit côté opposé, l’hôtel du District au fronton orné de trophées était l’ancien corps de garde destiné à abriter les soldats, il abrite l’actuel office de tourisme.
L’architecture classique, sobre et puissante de cette place, exprime la force de la ville militaire au XVIIIe siècle. Les deux trophées — ils ont été rapprochés par rapport à leur position originale — qui ornent la place renforcent cette symbolique martiale. Les arcades construites contre la cathédrale selon le plan de Blondel, et les maisons qui ont été construites derrière, ont été achetées par l'évêque de Metz, Paul Dupont des Loges, qui les fait progressivement démolir pour dégager la cathédrale gothique puis rétablir l'ancien portail de la collégiale Notre-Dame-la-Ronde. Le portail est restauré et restitué par l'architecte Paul Tornow et le sculpteur Auguste Dujardin. Il est inauguré par Mgr Dupont des Loges en 1885.
Elle fait l’objet de restauration en 1974 qui consista en un simple nettoyage. En 2007, sous la direction de l’architecte en chef des monuments historiques Christophe Bottineau, les façades de l’hôtel de Ville et de l’office de tourisme ont été entièrement nettoyées tandis qu’un nouveau dispositif d’éclairage a été déployé, de même pour la statue en bronze du maréchal de France Abraham Fabert dont le socle est gravé de cette formule :
Si pour empêcher qu’une place

Que le Roi m’a confiée

Ne tombât au pouvoir de l’ennemi,

Il fallait mettre à la brêche

Ma personne, ma famille et mon bien,

Je ne balancerais pas un moment à le faire.

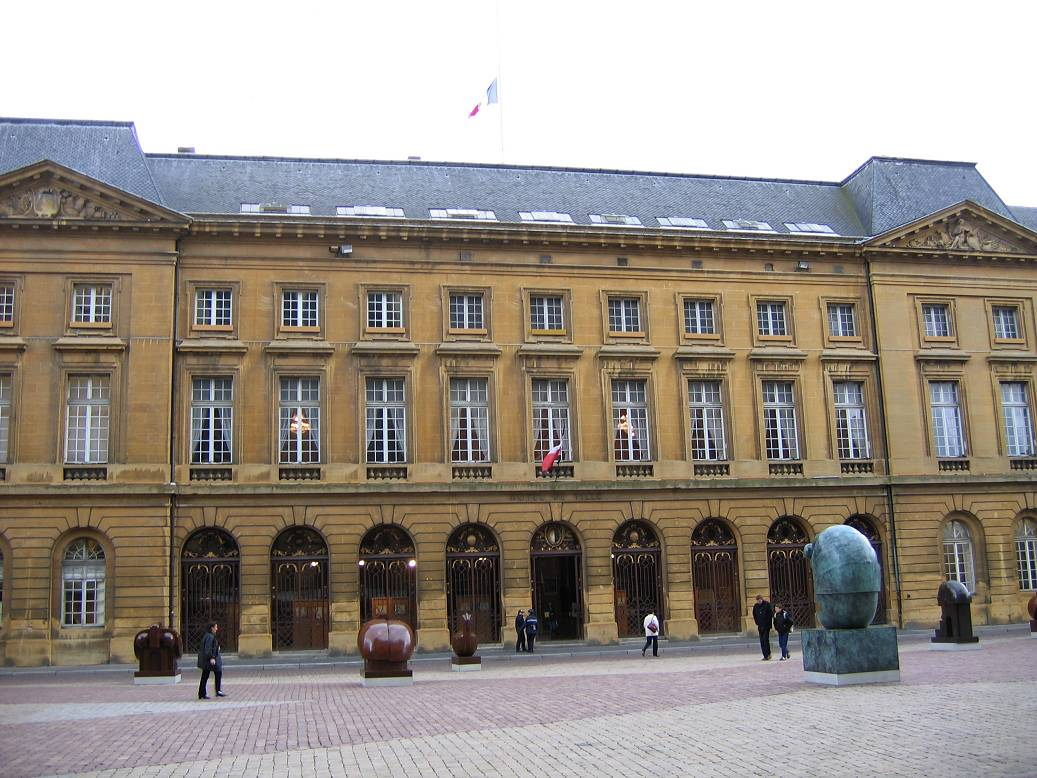
Hôtel de Ville
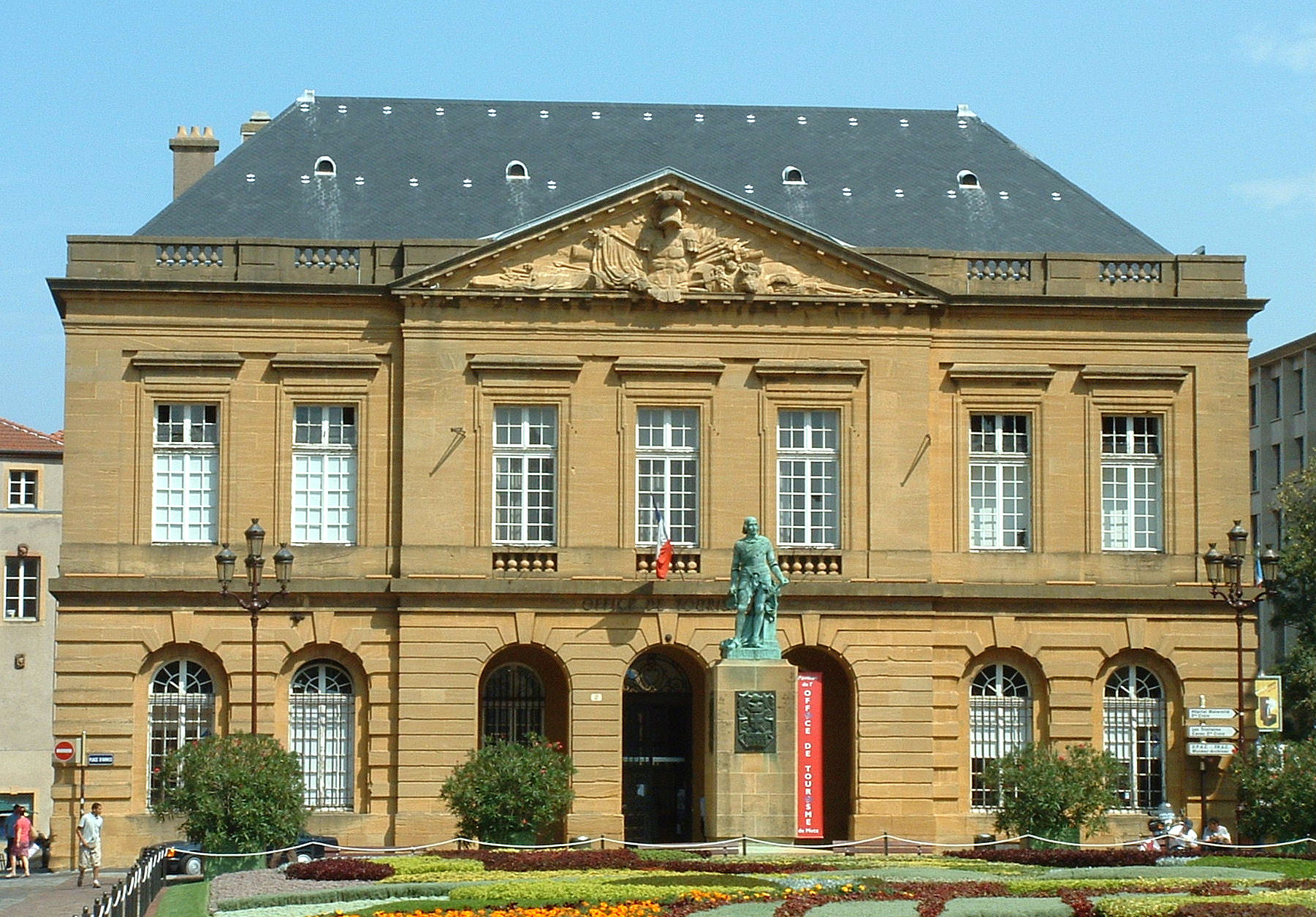
Hôtel du Corps de garde
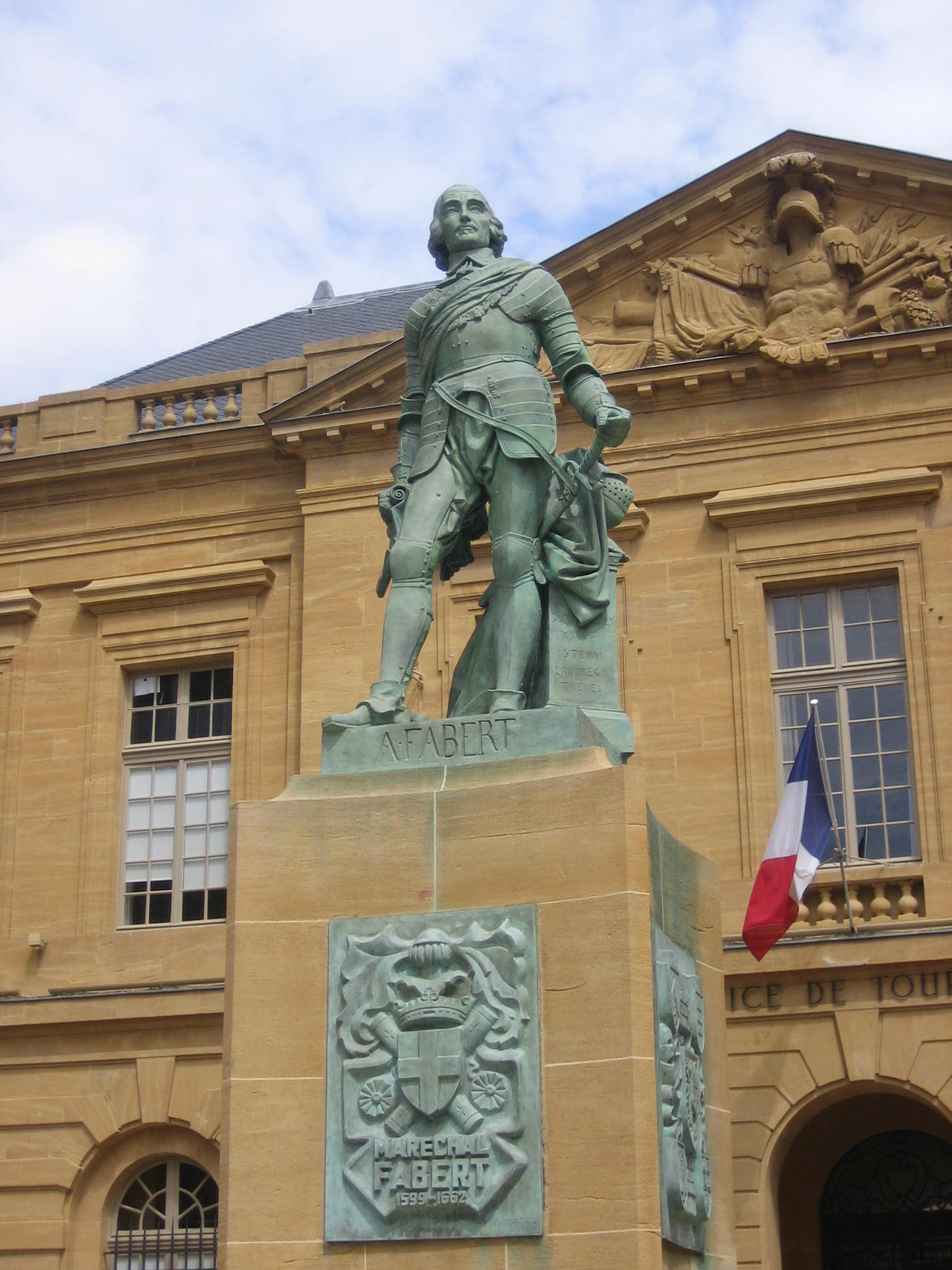
La statue de Fabert devant le corps de garde
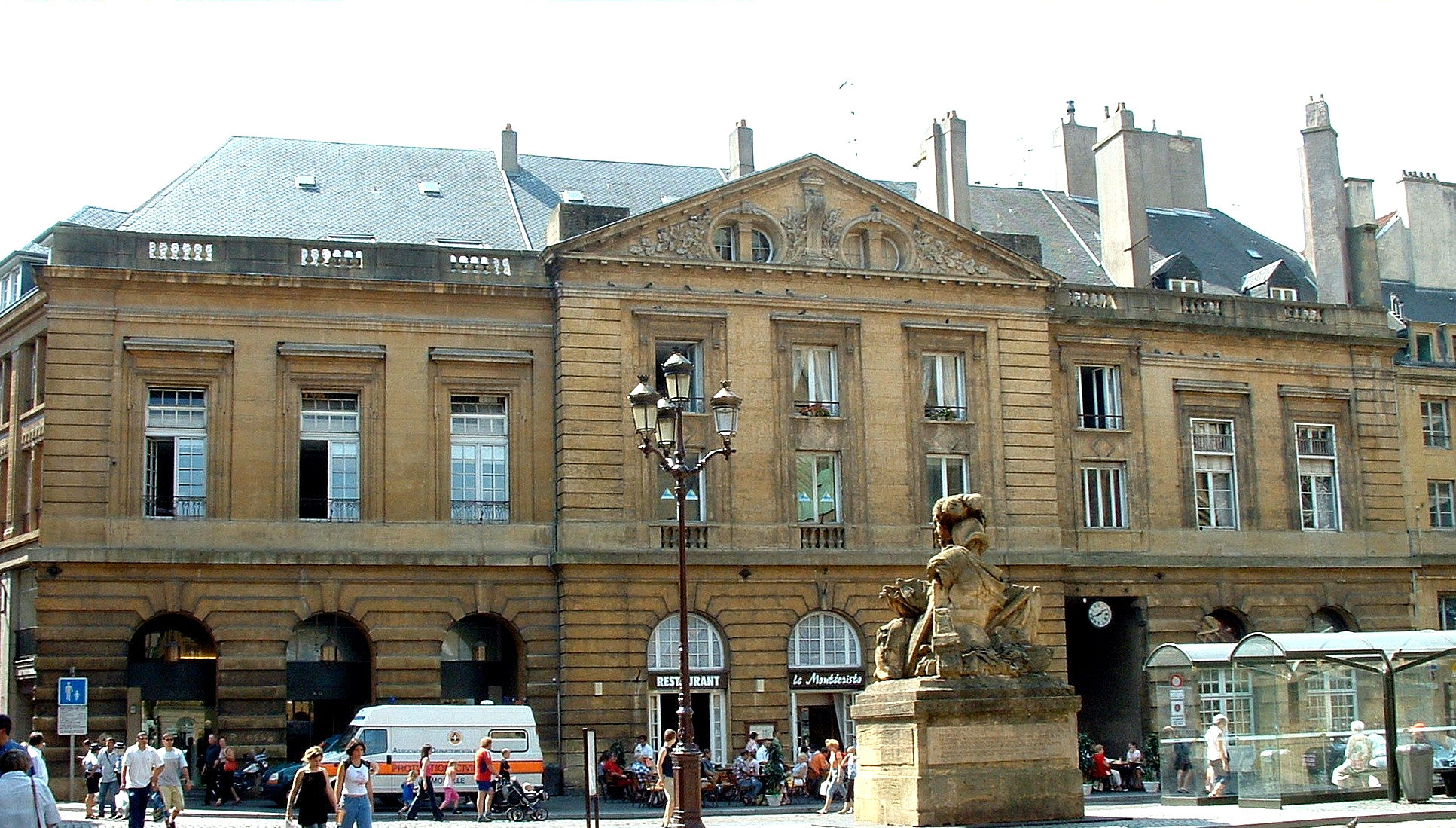
Hôtel du Parlement